# 大学コンソーシアム大阪
特定非営利活動法人大学コンソーシアム大阪（だいがくコンソーシアムおおさか）は、日本の大阪府周辺に所在する4年制大学によって構成されている特定非営利活動法人。
所在地は大阪市北区梅田1-2-2-400 大阪駅前第2ビル4階 キャンパスポート大阪。

## 概要
大阪府内の国公私立大学あわせて40大学が参加している。大学間の交流、大阪経済界との交流、大阪府内の高校との交流、インターンシップの普及などを目的として設立した。
岸本忠三（元大阪大学総長）、児玉隆夫（元大阪市立大学学長）、相賀一郎（元大阪府立大学学長）が大阪府内の全ての大学に呼びかけて設立された「大阪府内大学学長会」が前身。
また単位互換制度に参加している38大学間では他の大学の単位互換科目を履修した場合でも所属する大学の単位として認められている。そのほか教職科目等の単位互換制度も設けられている。また「大阪学」という大阪の歴史や文化について学ぶ特別講座が多く開講されていて、これらは一般市民にも開放されていて、2006年度は関西経済同友会による提供講座「大阪産業論－ビジネス首都再構築を目指して」などが開講し寺田千代乃（アートコーポレーション社長）、森下俊三（西日本電信電話社長）、秋山喜久（関西電力相談役）らによる講義が行われた。
経済界との協力としてはこのほか、2018年に大阪商工会議所と包括協定を結んだ。
そのほか加盟大学が参加して行われる『高校生のための大学フェア・大阪』が開催されている。主な企画として各参加大学の相談ブース、各参加大学による模擬講義、「学長おもしろ講座」や、著名人による「トークショー」などの特別講座などが行われている。
2007年8月3日には、大阪市との間で「連携協力に関する包括協定」を締結。大阪市からは活動拠点として、大阪駅前第2ビル4階の一部を提供された。活動拠点の名称は「キャンパスポート大阪」である。

## 役員
理事長
- 辰巳砂昌弘（大阪公立大学学長）

副理事長
- 前田裕（関西大学学長）
- 荻田喜代一（摂南大学学長）

常任理事
- 岡本幾子（大阪教育大学学長）
- 谷岡一郎（大阪商業大学学長）
- 須原祥二（四天王寺大学学長）
- 津田耕一（関西福祉科学大学学長）

理事
- 井上晋（大阪工業大学学長）
- 原田宗彦（大阪体育大学学長）
- 石倉隆（大阪保健医療大学学長）
- 長澤修一（梅花女子大学学長）

監事
- 福嶌敎偉（千里金蘭大学学長）

## 加盟大学
- 大阪大学
- 大阪教育大学
- 大阪公立大学
- 藍野大学
- 追手門学院大学
- 大阪青山大学
- 大阪医科薬科大学
- 大阪音楽大学
- 大阪学院大学
- 大阪観光大学
- 大阪経済大学
- 大阪経済法科大学
- 大阪工業大学
- 大阪国際大学
- 大阪産業大学
- 大阪樟蔭女子大学
- 大阪商業大学
- 大阪女学院大学
- 大阪信愛学院大学
- 大阪成蹊大学
- 大阪総合保育大学
- 大阪体育大学
- 大阪電気通信大学
- 大阪人間科学大学
- 大阪保健医療大学
- 大手前大学
- 関西大学
- 関西福祉科学大学
- 近畿大学
- 四條畷学園大学
- 四天王寺大学
- 摂南大学
- 千里金蘭大学
- 相愛大学
- 宝塚大学
- 梅花女子大学
- 阪南大学
- 東大阪大学
- 桃山学院大学
- 森ノ宮医療大学

## 単位互換参加大学
- 大阪大学
- 大阪教育大学
- 大阪公立大学
- 大阪市立大学
- 大阪府立大学
- 藍野大学
- 追手門学院大学
- 大阪青山大学
- 大阪医科薬科大学
- 大阪音楽大学
- 大阪学院大学
- 大阪観光大学
- 大阪経済大学
- 大阪経済法科大学
- 大阪工業大学
- 大阪国際大学
- 大阪産業大学
- 大阪樟蔭女子大学
- 大阪商業大学
- 大阪女学院大学
- 大阪成蹊大学
- 大阪電気通信大学
- 大阪人間科学大学
- 関西大学
- 関西福祉科学大学
- 近畿大学
- 四條畷学園大学
- 四天王寺大学
- 摂南大学
- 千里金蘭大学
- 相愛大学
- 梅花女子大学
- 阪南大学
- 東大阪大学
- 森ノ宮医療大学